# Palacio de Kristineberg

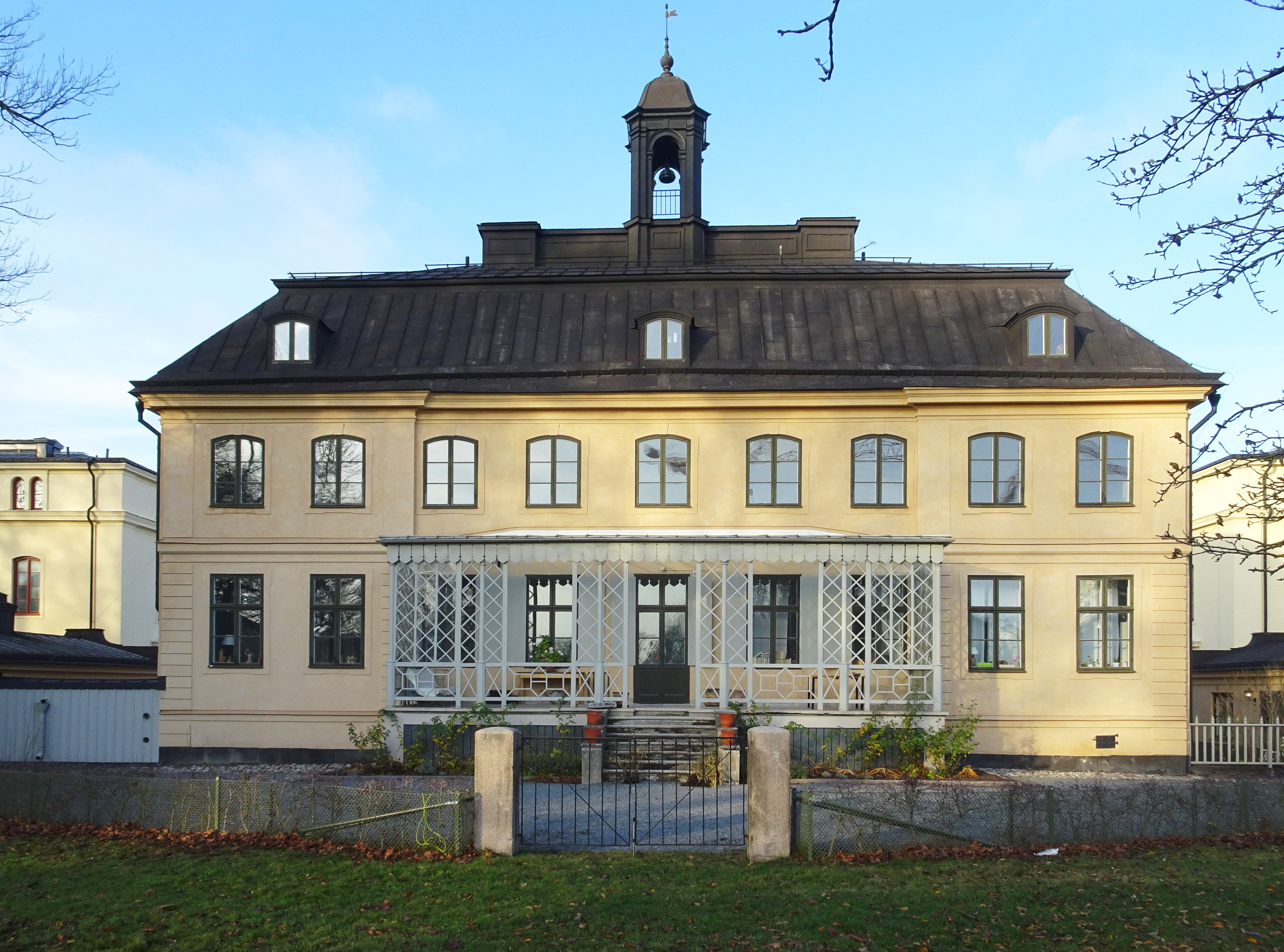
Palacio de Kristineberg

El Palacio de Kristineberg (Kristinebergs Slott) se sitúa en el distrito de Kristineberg de Kungsholmen en Estocolmo, Suecia.

## Historia
Kristineberg fue construido en torno a 1750 por el comerciante Roland Schröder (1713-1773). El palacio estaba rodeado de parques y la propiedad incluía gran parte de la tierra circundante. En 1864 la propiedad fue adquirida por la francmasonería sueca y fue realizada una construcción adicional al palacio. La Ciudad de Estocolmo compró el terreno en 1921 y empezó a construir el distrito de Kristineberg. Actualmente parte del antiguo palacio es utilizado como sede de la escuela de primaria Kristinebergsskolan.